# Anne Van Lancker
Pour les articles homonymes, voir Van Lancker.
Anne E.M. van Lancker (Temse, 4 mars 1954) est une femme politique belge, membre du Parlement européen.  
Van Lancker fait ses études à la faculté de sociologie de la Katholieke Universiteit Leuven.
Depuis 1994 elle est membre du  Parlement européen pour le Socialistische Partij Anders, qui est une fraction du Parti socialiste européen.

## Biographie
- 1978: Diplôme universitaire (Bac+5) en sociologie (sociologie du travail)
- 1988: Diplôme du troisième cycle en législation sociale

- 1979-1984: Assistante à la faculté de sociologie du travail, Katholieke Universiteit Leuven
- 1984-1988: Membre de la direction du département de recherche dans SEVI (Institut d'Émile Vandervelde pour la Recherche et Centre de Documentation)
- 1988-1989: Assistante, groupe parlementaire socialiste en Belgique
- 1989-1990: Vice-président du cabinet de Roger De Wulf, Ministre de l'emploi de la Région flamande
- 1990-1992: Président du cabinet de Roger De Wulf, Ministre de l'emploi de la Région flamande
- 1992-1994: Président du cabinet de Léona Detiège, Ministre de l'emploi et affaires sociales de la Région flamande
- Depuis 1994: Membre du bureau du of the Socialistische Partij Anders
- Depuis 1999: Membre of the Socialistische Partij Anders executive
- Depuis 1995: Conseiller municipal, Gand
- Membre de l'exécutive de la province de Flandre-Orientale
- Depuis 1999: Présidente de Zijkant
- Depuis 1994: Membre du parlement européen

Anne était la seule Eurodéputée belge membre de la Convention européenne, présidée par Valéry Giscard d'Estaing. En juin 2003 la convention présentait le Traité établissant une constitution pour l'Europe. Van Lancker se battait beaucoup dans la Convention pour une Europe sociale. Cela lui donnait le titre de 'tireless battler for a social Europe' dans le livre de Peter Norman, journaliste du Financial Times.